# Ivan Vladislav av Bulgarien
Ivan Vladislav av Bulgarien, död 1018, var Bulgariens regent från 1015 till 1018.